# Podoctellus johorensis
Genre
Espèce
Podoctellus johorensis, unique représentant du genre Podoctellus, est une espèce d'opilions laniatores de la famille des Podoctidae.

## Distribution
Cette espèce est endémique du Johor en Malaisie.

## Description
Le mâle holotype mesure 3 mm.

## Étymologie
Son nom d'espèce, composé de johor et du suffixe latin -ensis, « qui vit dans, qui habite », lui a été donné en référence au lieu de sa découverte, le Johor.

## Publication originale
- Roewer, 1949 : « Über Phalangodidae II. Weitere Weberknechte XIV. » Senckenbergiana, vol. 30, p. 247–289.